# UC-12号潜艇
陛下之UC-12号艇是德意志帝国海军于第一次世界大战期间建造的其中一艘UC-I型近岸布雷潜艇或称U艇。它由不来梅的威悉船厂承建，于1915年4月29日新船下水，至5月2日交付使用。其全长33.99米，水面及水下排水量分别为168吨和182吨，艇载武器则包括六具水雷投放井以及一门8毫米口径机枪。UC-12号入役后曾被部署至驻地中海的普拉区舰队，并参与了地中海潜艇战。通过其七次布雷巡逻，共间接致沉6艘协约国或中立国的舰船，累计总吨位为3289吨。1916年3月16日，UC-12号在塔兰托附近触雷沉没，潜艇残骸其后由意大利人打捞上岸，并以X-1号之名投入意大利皇家海军服役，至1919年拆解报废。

## 设计
第一次世界大战爆发后，为配合欧洲大陆的战事，德意志帝国海军鱼雷监察局（Inspektion des Torpedowesens）于1914年9月向潜艇监察局（Inspektion des U-Bootwesens）提议，研制小型布雷潜艇用于在法国近岸水域实施水雷封锁。潜艇局随即完成了代号为“35a号工程”的设计方案，即UC-I型潜艇。有别于同时代的大多数潜艇类别，该型潜艇基本上采用单壳体；这意味着艇体全由耐压壳体构成，当中集成了用于下潜的潜水舱。这种结构类型是衍生自19世纪后期德国的第一艘实验性U艇，在当时实际上已显过时。
UC-12号是首批15艘UC-I型方案的其中一艘。这个亚型是基于同时开发的近岸作业潜艇UB-I型发展而来，但体积略大，全长为33.99米，并有3.06米的吃水深度；舷宽则同样限定在3.15米，以满足铁路运输所要求的装载限界。其水上和水下排水量分别为168吨和182吨。艇只搭载有一台功率为80匹公制馬力（59千瓦特）的奔驰制六缸四冲程柴油发动机用于水面运行，以及一台175匹公制馬力（129千瓦特）的西门子-舒克特电动发电机供水下运行；它们用以驱动一根单轴直径为1.08米长的三叶螺旋桨。该艇的潜航深度为50米。
UC-12号在水上的最高速度为6.49節（12.02每小時），在水下的最高航速则为5.67節（10.50每小時）。它可以5節（9.3每小時）的速度在水上巡航910海里（1,690），或以4節（7.4每小時）的速度在水下巡航50海里（93）。作为专用的布雷潜艇，该艇取消了鱼雷发射管，改为六具倾斜式水雷存储井，并可携带12枚UC120型水雷。布雷时只需将存储井底部的盖板打开，水雷便可凭借自身重量滑入水中。此外，在甲板上还配备有一挺8毫米口径机枪作为辅助武器。其标准船员编制为1名军官及13名水兵。

## 历史

### 德奥役期
UC-12号是由国家海军办公室作为C项战时订单（Kriegsauftrag C）的一部分，于1914年11月23日向不来梅的威悉船厂订购，建造编号为226。艇只于1915年1月27日动工、同年4月29日下水，至5月2日在首度担任艇长的海军中尉凯撒·鲍尔的指挥下正式交付使用。与同型的大多数姊妹艇一样，UC-12号在完成海试后便于6月12日从基尔通过铁路装运至普拉，至当月27日抵达后即加入驻卡塔罗的普拉区舰队。由于意大利当时只对奥匈帝国宣战，德国与意大利并未交恶，因此UC-12号就像其他部署至地中海的德国U艇一样都使用奥匈帝国编号，并在袭击意大利船舶时悬挂奥匈帝国军旗；UC-12号被指定为“U-24号”编入奥匈海军序列，但事实上仍然由德国完全控制。
在普拉区舰队不足一年的服役生涯中，UC-12号参与了地中海潜艇战，在亚得里亚海和爱奥尼亚海完成了七次布雷巡逻。在此期间，共有协约国或中立国的1艘商船和5艘辅助军舰因撞上该艇布设的水雷而沉没，容积总吨累计为3289吨。其中，体积最大的受害者是注册吨位为2382吨的法国货轮孟菲斯号（Memphis），它于1916年2月16日从克基拉岛前往都拉斯途中，在距拉吉角（Cape Laghi）西北约4海里（7.4）处触雷受损，继而在拖曳回港途中沉没。此外，412总吨的意大利医疗船马雷基亚罗号也于五天后在同一水域触雷沉没，造成逾200人罹难。
1916年3月16日，UC-12号在塔兰托湾（40°27′N 17°11′E / 40.450°N 17.183°E）布设雷区时被自己的一枚水雷从滑槽内引爆而沉没，艇内15名官兵全数阵亡。意大利潜水员检查了沉船并确定其身份。得知严格意义上仍属盟友的德国人正积极在自己的海军基地周边布雷，成为意大利于1916年8月决定对德宣战的原因之一。意大利皇家海军决定尝试将潜艇打捞上岸，因其位于浅水区（最大深度仅31米），且由于爆炸而被分成两部分，均有助于提升沉船。打捞工作于3月18日、即沉没的两天后启动，在自带起重机的躉船持续作业约两周后，潜艇的两部分残骸都已打捞上岸。

### 意大利役期
残骸的两个部分被带到塔兰托海军兵工厂的旱坞，由海军工程师库里奥·贝尔纳迪斯上校（意大利皇家海军潜艇的主要设计者之一）对其进行了评估，他认为这两个部分的条件良好，可以重建潜艇。事实上，整个艇体的舯部和艏部，包括炮塔以及艉部七米的部分，都是完整和可修复的。重建工作以相当快的速度进行，以至于在打捞上岸仅一年后，这艘被重命名为“X-1号”的潜艇便在新旗帜下投入服役，并成为意大利皇家海军的第一艘布雷潜艇。从对UC-12号的技术研究过程中，又衍生设计出X-2和X-3号潜艇，这是意大利自行建造的首批布雷潜艇，但事实证明效果不佳。
X-1号被编入基地设于威尼斯的第一潜艇区舰队，但临时驻扎在科尔西尼港。它于1917年10月25日执行了首次布雷任务，在乌尼耶岛附近布设了一个雷区。1918年5月20日，在海军上尉阿尔多·卡斯特拉尼的指挥下，它又被派往洛希尼岛附近布设了12枚水雷。同年7月至10月期间，X-1号在达尔马提亚沿岸还执行了其它布雷任务：在蓬塔内拉设置了第一道屏障，在莫里尼湾设置了第二道屏障，在普罗蒙托雷角设置了第三道屏障；至11月，它冒险进入克瓦内尔湾，穿过奥匈帝国的雷区，建立了另一道水雷屏障。
1918年11月3日，随着《朱斯蒂别墅停战协定》签署生效，X-1号在海军上尉马里奥·维奥蒂的率领下被派往接管伊斯特拉半岛城镇布耶。由于已经完成了作为原型艇的任务，并考虑到沉船造成的损失，X-1号在战争结束几个月后便从海军序列中除名，至1919年拆解报废。

## 袭击历史摘要
| 日期          | 船名          | 船籍           | 吨位 | 结局 |
| ------------- | ------------- | -------------- | ---- | ---- |
| 1916年2月16日 | 孟菲斯号      | 法國           | 2382 | 击沉 |
| 1916年2月21日 | 马雷基亚罗号  | 意大利皇家海军 | 412  | 击沉 |
| 1916年2月23日 | 蒙索内号      | 意大利皇家海军 | 249  | 击沉 |
| 1916年2月26日 | 莉莉·里艾奇号 | 英國皇家海軍   | 88   | 击沉 |
| 1916年3月3日  | 哈罗德男孩号  | 英國皇家海軍   | 74   | 击沉 |
| 1916年3月8日  | 企业二号      | 英國皇家海軍   | 84   | 击沉 |

## 脚注
1. 1 2  Helgason, Guðmundur. . German and Austrian U-boats of World War I - Kaiserliche Marine - Uboat.net.   [2009-02-20].
2. ↑  Tarrant，第173頁.
3. 1 2 3 4  Gröner 1991，第30-31頁.
4. 1 2  Helgason, Guðmundur. . German and Austrian U-boats of World War I - Kaiserliche Marine - Uboat.net.   [2015-02-09].
5. ↑  Helgason, Guðmundur. . German and Austrian U-boats of World War I - Kaiserliche Marine - Uboat.net.   [2015-02-09].
6. ↑  Helgason, Guðmundur. . German and Austrian U-boats of World War I - Kaiserliche Marine - Uboat.net.   [2015-02-09].
7. ↑  陈进，第45頁.
8. 1 2  陈进，第46頁.
9. 1 2  NARS，第61頁.
10. ↑  Sokol，第109頁.
11. 1 2  Helgason, Guðmundur. . German and Austrian U-boats of World War I - Kaiserliche Marine - Uboat.net.   [2015-02-09].
12. ↑  Helgason, Guðmundur. . German and Austrian U-boats of World War I - Kaiserliche Marine - Uboat.net.   [2022-07-26].
13. ↑  Helgason, Guðmundur. . German and Austrian U-boats of World War I - Kaiserliche Marine - Uboat.net.   [2022-07-26].
14. ↑  Michael W. Pocock. . MaritimeQuest.com.   [2022-07-26]. （原始内容存档于2016-09-17）.
15. ↑  Kemp，第17頁.
16. 1 2 3 4  . Betasom - XI Gruppo Sommergibili Atlantici.   [2022-07-26]. （原始内容存档于2022-07-26）.